# Florian Hartherz
Florian Hartherz est un footballeur allemand, né le 29 mai 1993 à Offenbach. Il évolue au poste de défenseur central au Miedź Legnica.

## Palmarès
Arminia Bielefeld
- Champion de 2. Bundesliga en 2020.